# Specchio, specchio
Specchio, specchio (Mirror, Mirror) è il quarto episodio della seconda stagione della serie televisiva di fantascienza Star Trek. Scritto da Jerome Bixby e diretto da Marc Daniels, è stato trasmesso negli USA il 6 ottobre 1967.
L'episodio presenta per la prima volta l'universo alternativo "dello specchio", caratterizzato da una versione malvagia dei personaggi di Star Trek e da un perfido Impero Terrestre al posto della Federazione Unita dei Pianeti. 
Specchio, specchio è uno dei più celebri episodi della serie classica e l'universo "dello specchio" verrà ripreso in seguito numerose volte all'interno del franchise, nelle serie televisive Deep Space Nine, Enterprise e Discovery, oltre a venire citato anche nella serie animata Lower Decks.

## Trama
Dopo non essere riuscito a convincere il Consiglio degli Halkan a consentire alla Federazione di estrarre i cristalli di dilitio dal loro pianeta, il Capitano Kirk, assieme a McCoy, Scott e Uhura, richiede di tornare a bordo dell'Enterprise tramite il teletrasporto durante una tempesta di ioni, ma si ritrovano a bordo di una Enterprise drammaticamente diversa e designata "ISS Enterprise". Vengono accolti dal primo ufficiale Spock, che però ha i baffi e il pizzetto, mentre l'equipaggio è costantemente armato di phaser e di pugnale e la nave appartiene all'Impero Terrestre, anziché alla Federazione. Dopo aver chiesto informazioni sullo stato della missione, Spock ordina all'equipaggio del ponte di armare i phaser e prepararsi ad attaccare gli Halkan a causa del loro rifiuto di cooperare, quindi ordina che il capo del teletrasporto, Kyle, venga posto in una "cabina dell'agonia" (in inglese agonizer) per essere punito di un errore commesso.
Kirk ordina alla squadra di sbarco di recarsi in infermeria, in modo che la loro situazione possa essere valutata in privato. Il capitano dell'Enterprise ne deduce che la tempesta di ioni debba aver aperto un varco interdimensionale tra due universi paralleli, facendo in modo che le squadre di sbarco dei due universi si scambiassero di posto. Decidono quindi di impersonare le loro controparti fintanto che non troveranno il modo per tornare alla loro realtà. Uhura si accerta che la Flotta Stellare abbia ordinato la distruzione degli Halkan, a meno che le richieste da parte dell'Impero Terrestre di ottenere il dilitio non vengano soddisfatte. Kirk ordina quindi di attendere per altre dodici ore, dopo aver dato un ultimatum agli Halkan, cosa che Spock riferisce immediatamente alla Flotta Stellare. Kirk si dirige nel proprio alloggio, ma Chekov e i suoi scagnozzi tentano di assassinarlo. Kirk si salva grazie a uno dei seguaci di Checov che lo tradisce.
Le guardie del corpo di Kirk arrivano e portano Chekov nella "cabina dell'agonia" per punirlo. Quando Scott e McCoy raggiungono il capitano nei suoi alloggi, il computer conferma l'ipotesi di Kirk e fornisce una procedura per riprodurre l'incidente del teletrasporto così da riportarli nel loro universo natale. Kirk apprende inoltre che in questo universo la sua controparte ha preso il comando della ISS Enterprise assassinando il Capitano Pike e da allora ha commesso innumerevoli varie atrocità. Nel frattempo, a bordo della USS Enterprise, Spock mette in isolamento le controparti dell'universo dello specchio, ma non ha ancora scoperto come rimandarle a casa.
Sulla ISS Enterprise, Scott e McCoy iniziano a lavorare in segreto sui motori e sul teletrasporto. Spock avverte Kirk che, nonostante il loro rapporto amichevole, non può tollerare il comportamento aberrante che questi sta tenendo. Kirk sfida l'avvertimento, libera Chekov dalla "cabina dell'agonia" e torna nei suoi alloggi. Lì vi trova un'ufficiale donna, Marlena, la "donna del capitano". Lei presume che il comportamento insolito di Kirk sia parte di un complotto, poiché la loro relazione si è raffreddata negli ultimi tempi. Spock lo interrompe per informare Kirk che gli è stato ordinato di ucciderlo e prendere il comando, a meno che Kirk non porti a termine la loro missione entro quattro ore. Marlena suggerisce così di usare il "Campo Tantalus", un dispositivo nascosto nell'alloggo di Kirk che permette di uccidere i membri del suo equipaggio a distanza. Marlena punta il dispositivo su Spock, annunciandone l'imminente scomparsa, ma Kirk le impedisce di attivarlo, rassicurandola che è ancora la donna del capitano mentre se ne va.
Nel suo alloggio, Spock, sospettando della squadra di sbarco, interroga il computer sulla "ricerca classificata" condotta in Ingegneria e decide di confrontarsi nuovamente con Kirk. Sul ponte, intanto, Uhura distrae Sulu, che ha il grado di capo della sicurezza e di alto ufficiale del timone in questo universo, dal suo monitor della sicurezza mentre questi allerta del collegamento tra il motore di curvatura e il teletrasporto operato da Scott. Spock intercetta Kirk nella sala teletrasporto e lo porta, minacciandolo con il phaser, in infermeria, dove Scott, McCoy e Uhura lo stavano aspettando. Ne segue una rissa, in cui Spock viene messo fuori combattimento da Kirk. McCoy insiste per curare Spock e, prima che possano andarsene, sulu arriva con tre guardie di sicurezza, annunciando che intende assassinare Kirk e far sembrare che Kirk e Spock si siano uccisi a vicenda, ma Marlena interviene dall'alloggio di Kirk con il "Campo Tantalo" e vaporizza gli scagnozzi di Sulu, mentre Kirk mette knock out Sulu. Uhura, Kirk e Scott si diricono verso la sala teletrasporto, mentre McCoy rimane a occuparsi di Spock. Quando questi rinviene costringe McCoy a una fusione mentale vulcaniana per capire per quale motivo il capitano Kirk gli abbia risparmiato la vita.
Kirk, Scott e Uhura raggiungono la sala teletrasporto dove trovano ad attenderli Marlena, che chiede a Kirk di portarla con loro, ma Kirk le spiega che il teletrasporto è impostato solo per quattro persone. Marlena punta allora un phaser contro Kirk, ma Uhura la disarma. La squadra di sbarco scopre così che l'alimentazione del teletrasporto è stata interrotta e Scott può ripristinare i controlli per consentire solo il funzionamento manuale, il che richiede che uno di loro rimanga indietro. Sopraggiunge Spock e annuncia che sarà lui a operare i controlli del teletrasporto. Kirk usa il tempo rimanente prima che la squadra di sbarco venga teletrasportata per suggerire a Spock di rovesciare l'Impero Terrestre, cosa che Spock considera inevitabile, in base alla sua logica vulcaniana. Kirk invita inoltre Spock a prendere il comando e trovare un modo per salvare gli Halkan. Quando Spock gli ricorda la necessità di detenere il potere, Kirk gli rivela l'esistenza del Campo Tantalus, così, mentre li teletrasporta, Spock promette di valutare quanto gli ha detto Kirk.
Kirk, McCoy, Scott e Uhura vengono teletrasportati e si rimaterializzano nell'universo della Federazione. Spock riferisce di aver trovato rinfrescante l'atteggiamento spietato delle loro controparti, definendole sarcasticamente "il fiore dell'umanità". Kirk, tornato in plancia, è sorpreso dell'apparizione del tenente Marlena Moreau, recentemente trasferita all'Enterprise, che gli presenta un rapporto da firmare. In risposta alla domanda di Spock, Kirk dice solo che Marlena "sembra una ragazza molto simpatica e che forse potrebbero diventare amici".

## Produzione

### Sceneggiatura
La sceneggiatura è opera dello sceneggiatore e scrittore di fantascienza, fantasy e western Jerome Bixby, autore anche degli episodi Requiem per Matusalemme (Requiem for Methuselah), La forza dell'odio (Day of the Dove) e Con qualsiasi nome (By Any Other Name), della serie classica, oltre che per il celebre episodio della serie televisiva Ai confini della realtà, Un piccolo mostro, tratto dal suo racconto It's A Wonderful Life!, e del classico di fantascienza Il mostro dell'astronave (It! The Terror from Beyond Space), noto per essere tra le principali fonti di ispirazione dell'Alien di Ridley Scott.
La prima versione della storia prevedeva che il solo capitano Kirk venisse teletrasportato nell'universo parallelo, ritrovandosi in una Federazione parallela in cui i phaser erano sconosciuti. La Federazione stessa non risultava qui malvagia, ma arretrata tecnologicamente, anche rispetto ai propri nemici, e aveva appena perduto una battaglia contro l'impero Tharn. Kirk escogitava quindi la costruzione di un phaser per sconfiggere alla fine il nemico. In questo universo parallelo Kirk era soggetto a frequenti malesseri, poiché la realtà alternativa lo riconosceva come un "germe" invasore e tentava di respingerlo. Lo Spock di questo universo parallelo era invece maggiormente Vulcaniano di quello del nostro universo e con un temperamento più primitivo. In questa versione della storia quello con la barba era McKoy, cosa che shockava Kirk. McKoy veniva ferito nello scontro con i Tharn, ritrovandosi ferito anche il McKoy del nostro universo, la cui infermiera che l'aveva in cura si rivelava essere la moglie del Kirk dell'universo parallelo.

### Riprese
Per conferire un aspetto maggiormente alieno all'universo "dello specchio" furono apportate numerose modifiche tanto all'Enterprise quanto al suo equipaggio. La più evidente e più caratteristica è la barba di Spock, che gli conferisce un aspetto di maggiore impatto rispetto all'abituale. Le uniformi dell'equipaggio sono state realizzate appositamente per quest'episodio, conferendo loro un aspetto maggiormente "guerresco" e aggressivo, rispetto a quelle della Federazione, avvicinandole concettualmente alle uniformi dei Klingon e rendendole quindi inutilizzabili in altri episodi della serie (solo il pugnale, che ogni membro dell'equipaggio dell'Enterprise "dello specchio" porta sempre con sé, è stato riutilizzato nell'episodio La posta in gioco). Un personaggio notevolmente modificato nell'universo parallelo è Sulu, che da gentile ed elegante, viene qui trasformato in un lussurioso intrigante, che cerca di ottenere i favori sessuali di Uhura con la minaccia. La stessa Uhura appare maggiormente esuberante e sensuale rispetto alla sua controparte della Federazione.
Altri elementi di diversità con l'universo della Federazione risiedono nell'aspetto dell'Enterprise, come ad esempio lo stemma dell'Impero Terrestre, rappresentato da una Terra stilizzata trafitta da un pugnale, che l'equipaggio porta sulla parte destra dell'uniforme, all'opposto rispetto all'emblema che ha l'equipaggio della Federazione. La sedia del capitano è dotata di uno schienale più alto, che verrà poi riutilizzata come sedia del Commodoro Wesley nell'episodio Il computer che uccide. Altro oggetto di scena riutilizzato è il "Campo Tantalus", che comparirà nell'infermeria del dottor McKoy nell'episodio Viaggio a Babel.
Per la piattaforma del consiglio è stato riutilizzato lo stesso cerchio in pietra realizzato per il doppio episodio L'ammutinamento (The Menagerie).

## Distribuzione

### Trasmissione
L'episodio è stato trasmesso per la prima volta negli Stati Uniti il 6 ottobre 1967 sul canale televisivo NBC. In italiano la prima messa in onda risale al 23 ottobre 1979, sul canale televisivo Telemontecarlo.

### Home video
Nel 1982 la Pioneer Video Corporation ha pubblicato un set di cinque LaserDisc da 12", contenenti due episodi ciascuno, Specchio, specchio è contenuto nel quarto volume, unitamente a La ragnatela tholiana. Nel 1985 la Paramount Home Video ha realizzato un'edizione completa contenente tutti gli episodi in versione intergrale della serie classica in formato videocassetta VHS e Betamax, contenenti un episodio per cassetta, Specchio, specchio è stato pubblicato come il numero 39.. Nel 1989 la Paramount ha pubblicato l'episodio Specchio, specchio in formato VHS (numero di catalogo #S2110) e Betamax (numero di catalogo #S2111) come parte di un cofanetto di 12 episodi. Nel 1991 la Columbia ha realizzato una nuova edizione in videocassetta VHS della serie classica, Specchio, specchio è contenuto nella stessa cassetta unitamente all'episodio Gli anni della morte.

## Accoglienza
Allan Asherman, nel suo libro The Star Trek Compendium del 1993, fa notare che, se l'episodio gode di una ampia celebrità, è perché propone l'affascinante situazione di trovarsi faccia a faccia con il proprio opposto, con le proprie pulsioni interiori più nascoste, un qualcosa che molte persone pagherebbero un esperto psicanalista per riuscire a portarlo a galla.
Nel 1996, in occasione del trentesimo anniversario di Star Trek, TV Guide ha inserito Specchio, specchio al terzo posto della sua lista dei dieci migliori episodi di tutte le serie. IO9 ha classificato Specchio, specchio come decimo miglior epiosido di tutti gli episodi prodotti per Star Trek fino al 2011. Nel 2012, The A.V. Club ha indicato questo come uno dei dieci episodi da vedere della serie classica. Lo stesso anno, The Christian Science Monitor lo ha classificato come quinto miglior episodio della serie televisiva Star Trek.
Nel 2015, la New York Public Library ha indicato questo episodio come quello con la miglior quinta scena di Spock in tutta la serie. Lo stesso anno SYFY ha definito questo come uno dei dieci episodi essenziali di Spock della serie classica di Star Trek.
Nel 2016, Newsweek ha classificato Specchio, specchio come uno dei migliori episodi della serie classica. Lo stesso anno IGN ha classificato Specchio, Specchio terzo miglior episodio della serie. Lo stesso anno Digital Trends, in un articolo in cui menzionava i migliori episodi di ogni serie di Star Trek, conferiva a Specchio, specchio una menzione d'onore. Sempre nel 2016, Business Insider ha classificato Specchio, specchioil sesto miglior episodio della serie classica. Mentre IGN ha classificato l'episodio al terzo posto in nella lista dei dieci migliori episodi della serie classica. Ancora lo stesso anno Empire ha classificato Specchio, specchio al dodicesimo posto tra i cinquanta miglior episodi di tutto Star Trek. All'epoca si potevano contare all'incirca 726 episodi prodotti e una decina di film. Il 2016 è stato anche l'anno del cinquantesimo anniversario della prima messa in onda della serie Star Trek, il che ha portato un largo numero di pubblicazioni e siti Internet, compresa TV Guide a pubblicare recensioni dei più interessanti episodi della serie, classificando Specchio, specchio il quarto miglior episodio delle tre stagioni. Quell'anno SYFY ha menzionato questo episodio per l'interpretazione di Nichelle Nichols di Uhura, come quarta sua miglior scena in Star Trek.
Nel 2017 SYFY ha classificato questo come il miglior episodio sull'universo "dello specchio" di Star Trek. Nello stesso anno Comic Book Resources ha classificato il personaggio di Marlena Moreau come l'ottavo più feroce personaggio femminile dell'universo di Star Trek. Ancora, Vulture ha classificato Specchio, specchio cme uno dei miglior episodi della serie originale, facendo notare il viaggio dell'episodio nell'oscuro universo dello specchio.
Nel 2018 Collider ha classificato questo episodio come il quarto miglior episodio della serie originale. Mentre PopMatters lo ha classificato come tredicesimo miglior episodio della serie classica. Lo stesso anno una guida al binge watching di Star Trek redatta da Den of Geek ha raccomandato Specchio, specchio come uno dei migliori episodi della serie originale.
Nel 2019, Comic Book Resources ha definito Specchio, specchio uno gli otto episodi maggiormente memorabili della serie classica di Star Trek.

## L'universo dello specchio
L'universo dello specchio verrà utilizzato per la trama di altri episodi del franchise di Star Trek. Del tutto assente in Star Trek: The Next Generation, viene invece ampiamente sfruttato e rivisitato all'interno della serie Star Trek: Deep Space Nine negli episodi della seconda, terza, quarta, sesta e settima stagione Attraverso lo specchio (Crossover), Sisko nello specchio (Through The Looking Glass), Lo specchio infranto (Shattered Mirror), Resurrezione (Resurrection) e Lo specchio invisibile (The Emperor's New Cloak). Qui scopriamo che l'Impero Terrestre, radicalmente mutato da Spock in seguito al suo incontro con il Kirk dell'universo della Federazione, è stato sopraffatto da un'alleanza aliena formata da Klingon e Cardassiani e che la stazione Terok Nor è comandata da una malvagia e perversa Kira Nerys che sfrutta i terrestri come schiavi. L'intrusione nell'universo specchio di alcuni umani dell'universo della Federazione, darà via a una ribellione degli umani, che porterà alcuni personaggi a saltare da un universo all'altro durante l'intero arco narrativo della serie.
Un prequel all'episodio Specchio, specchio, viene offerto nella serie televisiva Star Trek: Enterprise, all'interno dei due episodi consecutivi della quarta stagione In uno specchio oscuro (prima parte) (In A Mirror, Darkly: Part 1) e In uno specchio oscuro (seconda parte) (In A Mirror, Darkly: Part 2). Qui viene presentanto il primo incontro da parte dei terrestri dell'universo alternativo dello specchio con la tecnologia della Federazione, avvenuto durante la metà del XXII secolo, quando la ISS Enterprise sotto il comando dal Capitano Forrest - che, vittima di un ammutinamento, verrà presto sostituito da Jonathan Archer - si imbatte in un'astronave della Federazione Unita dei Pianeti, la USS Defiant, proveniente dal XXIII secolo, cioè dall'epoca di Kirk, catturata dai Tholiani. il Capitano Archer, impossessatosi della nave, intende sfruttarne la tecnologia per impossessarsi dell'Impero Terrestre diventandone imperatore. Viene però assassinato dalla sua amante, Hoshi Sato, che si proclama imperatrice della Terra.
L'universo dello specchio svolge un ruolo importante anche nella serie Star Trek: Discovery ed è al centro degli episodi della prima stagione Vostro malgrado (Despite Yourself), Il lupo dentro (The Wolf Inside), Sfrenata ambizione (Vaulting Ambition) e Il passato è il prologo (What's Past Is Prologue), oltre a quelli della terza stagione Terraferma (prima parte) (Terra Firma: Part 1) e Terraferma (seconda parte) (Terra Firma: Part 2). L'equipaggio della USS Discovery, finisce nell'universo dello specchio grazie a una macchinazione del capitano Gabriel Lorca, che scopriamo essere in realtà la sua controparte dell'universo dello specchio finito nell'universo della Federazione dopo essersi ribellato all'imperatrice Philippa Georgiou (la cui controparte della Federazione era capitano della USS Shenzhou) e che portare la Discovery nell'universo parallelo fa parte di un suo piano per spodestare l'imperatrice e prendere il suo posto. Sconfitto Lorca, l'imperatrice torna con Michael Burnam nell'universo della Federazione, dove diverrà membro della Sezione 31.
L'universo dello specchio, nella versione della serie classica, viene inoltre citato all'interno della serie animata Star Trek: Lower Decks, nell'episodio della seconda stagione Io, Excretus (I, Excretus), come simulazione all'interno del ponte ologrammi oggetto di un test per il guardiamarina Beckett Mariner.
L'episodio Fairest of Them All, della serie fanfiction non canonica Star Trek Continues, rappresenta il sequel dell'episodio Specchio, specchio, mostrando gli eventi accaduti a bordo della ISS Enterprise immediatamente dopo il ritorno a bordo della squadra di sbarco originaria che era stata scambiata con quella dell'universo della Federazione.
Tra le molte parodie dell'universo dello specchio vi figurano un episodio del 1977 della sitcom Quark e l'episodio del 1998 Spookyfish - Lo speciale di Halloween (Spookyfish) della serie animata South Park.

## Merchandising
- Tra il 2007 e il 2009 la casa di giocattoli statunitense EMCE Toys, che ha realizzato riproduzioni fedeli delle action figure della Mego degli anni settanta, in particolare quelli della serie classica di Star Trek.[34] La EMCE Toys inoltre realizzato vari personaggi della serie classica di Star Trek in precedenza non realizzati dalla Mego, ma nel medesimo stile, tra cui il capitano Kirk e Spock nella versione dell'universo alternativo dello specchio.[35]
- La Mego, la celebre casa di giocattoli statunitense specializzata nella produzione di action figure di personaggi dei fumetti, film e telefilm, durante gli anni settanta, ha realizzato all'interno della sua linea Star Trek alcune versioni dell'universo specchio di personaggi dell'equipaggio dell'Enterprise. Un set presenta Spock con varie uniforme alternative, compresa quella con la maglia gialla dell'episodio Oltre la galassia e l'uniforme e la testa dell'universo specchio. Altri due set presentano il primo accoppiati Kirk e Spock nella versione dell'universo alternativo, il secondo Uhura e Sulu, sempre nella versione "cattiva" dell'universo dello specchio.[36]

## Riconoscimenti
- 1967 - Hugo Award
  - Candidatura nella sezione Fantascienza[1]